# Génétique comportementale
La génétique comportementale est la branche de la génétique portant sur l'étude des interactions entre phénotypes comportementaux et génotype.
Science récente et en plein essor, elle vise à étudier les relations entre la génétique et les caractéristiques mentales d'un individu. La génétique comportementale est fortement interdisciplinaire et fait notamment appel à la neuroscience, la génétique, l'épigénétique, l'éthologie, la psychologie, la psychiatrie et les statistiques.
On sait ainsi que la majorité des troubles mentaux, tels la schizophrénie ou l'autisme, sont en partie d'origine congénitales.[réf. nécessaire]
Certaines études montrent également la part innée de l'intelligence ou de certains traits du caractère humain,, ce qui pose de nombreux problèmes éthiques (égalité des chances, manipulation génétique, eugénisme) tout en ouvrant la voie à de nouveaux traitements médicaux et une meilleure compréhension du vivant.
Un exemple de méthode de détermination de caractères génétiques du comportement est l'Étude d'association pangénomique. Il s'agit, dans le cas de la génétique comportementale, de comparer le génome d'un grand nombre d'individus et de chercher des corrélations entre certaines variations génétiques (par exemple un Polymorphisme nucléotidique) et des traits comportementaux. De telles études ont permis, par exemple, de faire une corrélation entre certains Locus du génome et le nombre d'années d'études suivies par un individu,.